# شاميتس (البوسنة والهرسك)
شاميتس (بالصربية: Шамац, تلفظ [ʃâmat͡s]) هي بلدة وبلدية في الجزء الشمالي الشرقي من جمهورية صرب البوسنة في البوسنة والهرسك، وتقع على الضفة اليمنى لنهر سافا.

## تاريخ
أسس المستوطنون البوسنيون البلدة في 1862 في سميديريفو العثماني الذي كان جزء من إقليم البوسنة العثماني. ومع الوقت تم ضمها إلى الإمبراطورية النمساوية المجرية في 1887. بعد الحرب العالمية الأولى أصبحت البلدة جزء من مملكة يوغسلافيا. من 1929 إلى 1939 كانت جزء من درينا بانوفينا ومن 1939 حتى 1941 كانت جزء من بانوفينا كرواتيا. خلال الحرب العالمية الثانية أصبحت هي وكامل البوسنة والهرسك تحت السيطرة النازية في دولة كرواتيا المستقلة. بعد 1945 ضمت إلى جمهورية البوسنة والهرسك الاشتراكية في جمهورية يوغسلافيا الاشتراكية الاتحادية خلال عهد جوزيف بروز تيتو.
في المراحل المبكرة من حرب البوسنة والهرسك احتل صرب البوسنة والهرسك البلدة، وأنشئوا حكومة بلدية مؤقتة. تعرض السكان أكثرية البوشناق وكروات البوسنة والهرسك إلى تطهير عرقي. في 2003 حكمت المحكمة الجنائية الدولية ليوغوسلافيا السابقة على ثلاثة من الصرب كانوا قادة البلدة بارتكابهم جرائم ضد الإنسانية خلال حرب يوغسلافيا.
تقع البلدة في موقع استراتيجي بالقرب من برتشكو. كما هو الحال مع معظم الأماكن الأخرى الواقعة تحت السيطرة الصربية. أزالت السلطات الصربية الصفة البوسنية عن اسم البلدة الرسمي وغيروا اسمها إلى سربسكي والتي تعني صرب. استمر البوشناق وكروات البوسنة والهرسك بالإشارة إلى البلدة بالاسم القديم التاريخي «بوسانسكي شاميتس» (تلفظ [bǒsanskiː ʃâmat͡s]) مما تسبب في توتر بين السكان. لذلك قررت المحكمة تسميتها «شاميتس» فقط وإزالة أي كلمة تشير إلى التقسيم العرقي.

## التركيبة السكانية

### 1887
عدد السكان: 17,686
- بوشناق - 12,832 (72.55%)
- كروات البوسنة والهرسك - 4,239 (23.96%)
- صرب البوسنة والهرسك - 234 (1.32%)
- آخرون - 81 (0.45%)

### 1971
عدد السكان: 31,374
- كروات - 14,336 (45.69%)
- صرب - 14,230 (45.35%)
- بوشناق 2,192 (6.98%)
- يوغوسلاف - 481 (1.53%)
- آخرون - 135 (0.45%)

### 1991

#### البلدية
عدد السكان: 32,960
- كروات - 14,731 (44.69%)
- صرب - 13,628 (41.34%)
- بوشناق 2,233 (6.77%)
- يوغسلاف - 1,755 (5.32%)
- آخرون - 613 (1.85%)

#### البلدة
عدد السكان: 6,239
- بوشناق - 2,178 (34.90%)
- صرب - 1,755 (28.12%)
- يوغسلاف - 1,195 (19.15%)
- كروات - 827 (13.25%)
- آخرون - 284 (4.55%)

## أشخاص من البلدة
- علي عزت بيغوفيتش، أول رئيس لجمهورية البوسنة والهرسك
- داريو داميانوفيتش، لاعب كرة قدم
- Predrag Nikolić, chess Grand Master
- ستيفو نيكوليتش، لاعب كرة قدم
- سيربرينكو ريبسيتش، لاعب كرة قدم سابق
- سليمان تيهيتش، بوشناق عضو في مجلس الرئاسة البوسني
- زوران جينجيتش، رئيس وزراء سابق لـ صربيا

## وصلات خارجية
- الموقع الرسمي للبلدية
- Bosanski Šamac نسخة محفوظة 28 ديسمبر 2013 على موقع واي باك مشين.
- Klub građana i prijatelja grada Bosanskog Šamca